# Todirești (gmina w okręgu Suczawa)
Todirești – gmina w Rumunii, w okręgu Suczawa. Obejmuje miejscowości Costâna, Părhăuți, Sârghiești, Soloneț i Todirești. W 2011 roku liczyła 5259 mieszkańców.